# Тула (Новосибирская область)
Тула — посёлок в Искитимском районе Новосибирской области. Входит в состав Быстровского сельсовета.

## География
Площадь посёлка — 125 гектар.

## История
Село Тула относилось к одним из первых русских поселений в Сибири и было основано в 1628 году. В 1928 году состояло из 466 хозяйств. В административном отношении являлось центром Тулинского сельсовета Бердского района Новосибирского округа Сибирского края. В селе располагались школа 1-й ступени, амбулатория, маслозавод, кредтоварищество и лавка общества отребления.
В 1953 году в связи со строительством Новосибирского водохранилища и попаданием села в зону затопления был начат процесс по переселения жителей в село Быстровка. В том же году Тулинский сельсовет был объединен с Атамановским, Завьяловским и Гуселетовским сельсоветами в Быстровский сельсовет. В 1957 году большая часть села была затоплена водами Новосибирского водохранилища.

## Население
| 2002 | 2007 | 2010 |
| ---- | ---- | ---- |
| 270  | ↗353 | ↘190 |

По переписи 1926 г. в селе проживало 2188 человек (1055 мужчин и 1133 женщин), основное население — русские.

## Инфраструктура
В посёлке по данным на 2007 год функционируют 1 учреждение здравоохранения, 1 образовательное учреждение.